# فرودگاه کاممب
فرودگاه کاممب (به انگلیسی: Kamembe Airport) یک فرودگاه غیرنظامی با کد یاتا KME است که یک باند فرود آسفالت دارد و طول باند آن ۱۵۰۰ متر است. این فرودگاه در کشور رواندا قرار دارد و در ارتفاع ۱۴۹۱ متری از سطح دریا واقع شده است.

## شرکت‌های هواپیمایی و مقصدهای پروازی
| شرکت‌های هواپیمایی | مقصدهای پروازی |
| ----------------- | -------------- |
| رواندایر          | کیگالی         |